# Gymnelopsis brashnikovi
Gymnelopsis brashnikovi is een straalvinnige vissensoort uit de familie van de puitalen (Zoarcidae). De wetenschappelijke naam van de soort is voor het eerst geldig gepubliceerd in 1922 door Soldatov.